# 関東バス丸山営業所

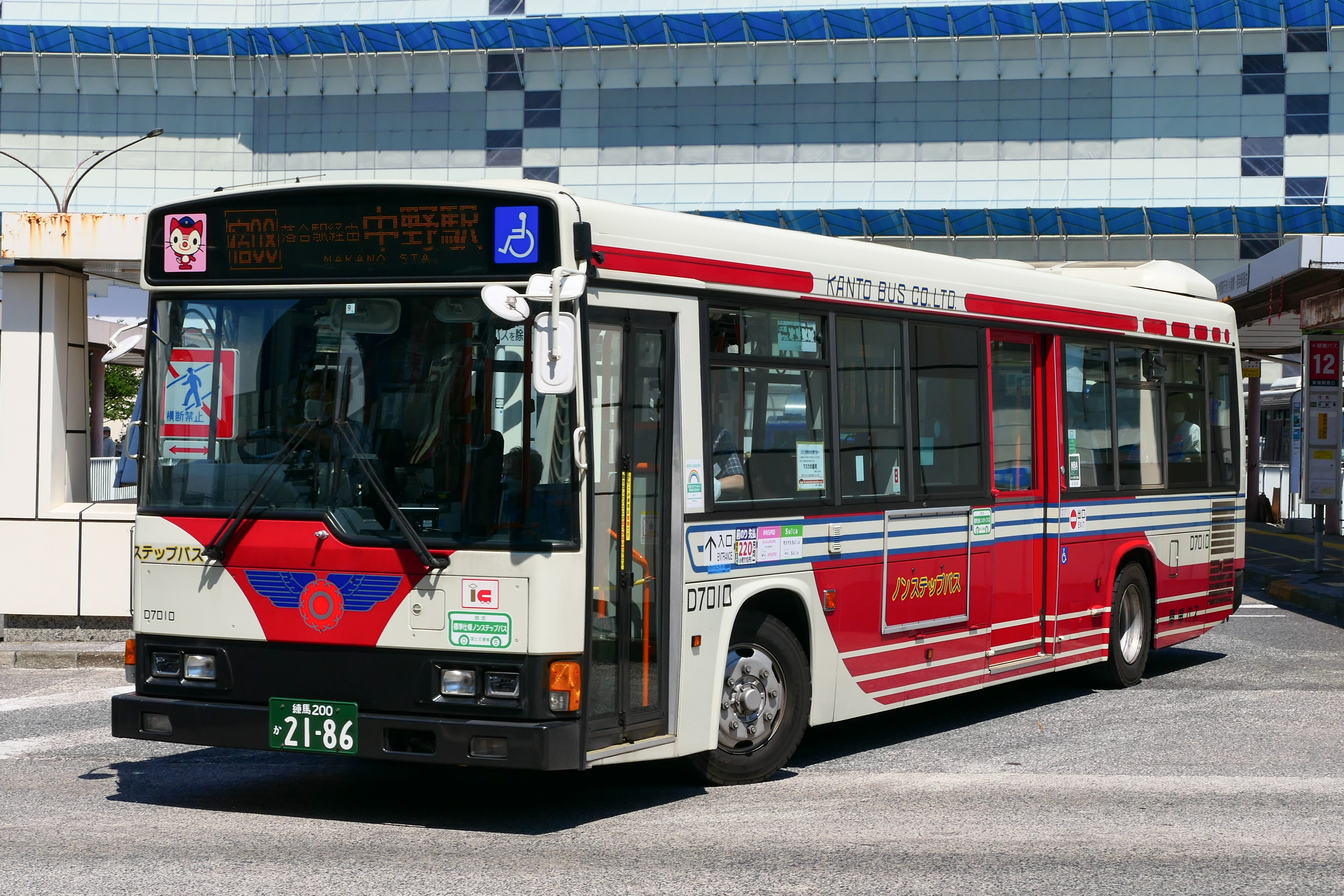
丸山営業所所属のD7010

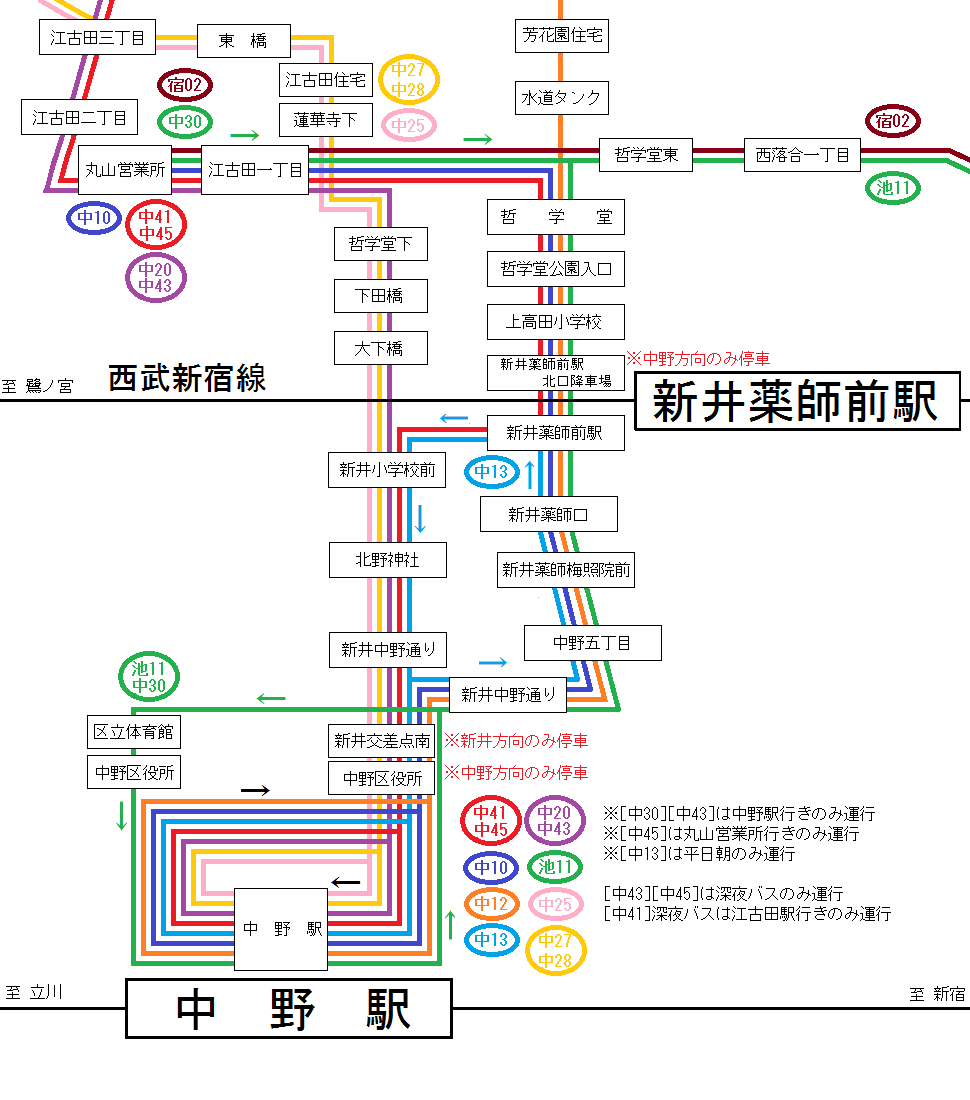
中野駅～新井薬師前駅周辺の経路図

関東バス丸山営業所（かんとうバスまるやまえいぎょうしょ）は、東京都中野区江古田に位置する関東バスの営業所。
敷地内に、関東バス整備センターを有する。過去には、「ケイビーバス丸山営業所」も併設され、ケイビーバスに関東バス丸山営業所の運営を委託していたが、2009年11月1日より丸山営業所管内の全路線が自社での運行となった。本項ではケイビーバス丸山営業所についても記述する。

## 沿革
- 1951年9月10日：小滝橋営業所の乗合部門に関する機能移転を目的に開設される。
- 1976年10月1日：中01・宿05・赤31を阿佐谷営業所に移管。
- 1977年10月22日：事務所を新築。
- 1994年
  - 11月18日：富士重工HIMR（D8001号車）が配置される。翌年に増備車（D8002号車）を配置。
  - 12月19日：中41に深夜バスを新設。
- 1997年9月15日：中40を廃止、中41（深夜バス）は中野駅方向のみ豊玉北経由となる。
- 1999年
  - 5月10日：夜行高速バス「やまと号」（奈良線・五條線）を青梅街道営業所からケイビーバスに移管される。
  - 7月21日：ケイビーバスの社屋を営業所内に新設。
  - 10月11日：夜行高速バス「マスカット号」（倉敷線）をケイビーバスへ移管される。
- 2000年2月16日：宿02をケイビーバスに移管する。
- 2003年6月18日：中野駅 - 羽田空港線を青梅街道営業所からケイビーバスへ移管、練馬駅まで延長。
- 2006年6月14日：練馬駅・野方駅・中野駅 - 羽田空港線から撤退
- 2007年
  - 3月31日：中23を廃止、翌日に中27（中野駅 - 江古田の森）を新設。
  - 10月10日：D8001号車がこの日限りで引退。
- 2008年
  - 3月20日：「マスカット号」の共同運行先が中鉄バスから両備バスへ変更となる。
  - 7月13日：D8002号車がこの日限りで引退。
  - 9月16日：高60を五日市街道営業所へ完全移管、阿佐谷営業所と共に撤退。高70のみ1往復残存。
- 2009年11月1日：ケイビーバスの運行路線（椎名町線、百人町線、高速バス路線）が自社運行となる。同時にケイビーバスへの委託を解消する。
- 2010年11月16日：中野駅発着の深夜バスで経路変更。中野方向を新井薬師駅非経由とし、中43・45を新設。中41の豊玉北経由深夜バスと中20深夜バスは廃止となる。
- 2011年
  - 1月17日：D3018号車がこの日限りで引退し、丸山営業所から3扉車が全廃される。
  - 9月16日：中野駅北口再開発工事のため、中野駅周辺の経路が大幅に変更になる。その為、中30を新設する。同時に、一部停留所名を変更する。
- 2012年
  - 5月16日：中28を新設する。
  - 10月1日：中28の土曜・日祭の運行を開始する（実際は10月6日）。
- 2013年
  - 2月18日：宿01を新設、宿01・02で深夜バスの運行開始。
  - 9月20日：中24を大幅に減便（中野駅発の中村橋駅方向は廃止。下り便は中24系統、中24-2系統各1本が、丸山営業所始発のみで残存）し、中25を新設。中村橋線は練馬線に変更となる。
- 2015年
  - 3月20日：宿01・02深夜バスの運行を終了。
  - 10月16日：中13を新設。
- 2016年1月25日：宿01-1を新設
- 2018年11月1日：宿08系統を阿佐谷営業所との共同運行に変更する。
- 2019年9月16日：阿佐谷営業所が宿08系統から撤退し、丸山営業所の単独運行となる。
- 2020年
  - 3月16日：中13と中28の運行を休止する。
  - 11月16日：中25を廃止し、練21・練22を新設。
- 2023年
  - 4月1日：練22を廃止[1]。
  - 5月19日：ほの国号の昼行便が運行開始
  - 11月20日：高速バス「吉祥寺～草津温泉線」が運行開始
- 2024年11月21日：新宿区AIオンデマンド交通「にゃんデマンド」実証実験開始。（〜2025年3月7日まで）[2]

## 現行路線

### 椎名町線

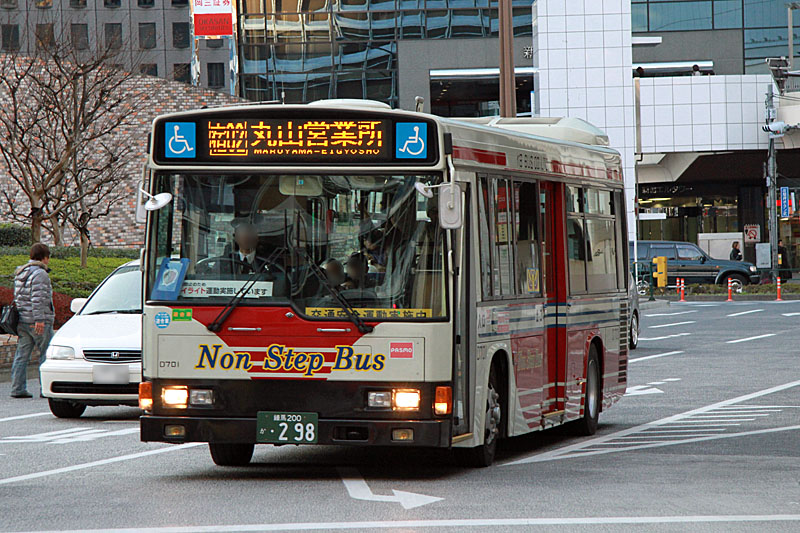
新宿駅西口を出発する宿02 (D701)

- 宿01：新宿駅西口 - 大久保駅 - 小滝橋(平日朝のみ)
- 宿01-1：小滝橋 → 大久保駅 → 新宿駅西口 → 新宿西口(平日朝1便のみ)
- 宿02：新宿駅西口 - 大久保駅 - 小滝橋 - 下落合駅 - 南長崎二丁目 - 落合南長崎駅 - 哲学堂東 - 丸山営業所

新宿駅西口から小滝橋を経て新青梅街道を西に進み丸山営業所まで向かう路線である。1990年代は大型車での運行だったが、2000年2月16日にケイビーバスへ移管されると、中型・小型車が専属で充当されていた。2009年11月1日の関東バス統合後は、大型車も混ざって運行される。
路線名である椎名町は現在の南長崎1丁目〜6丁目及び目白4丁目・5丁目にあたり、1964年（昭和39年）11月に行われた豊島区の区画整理まで利用された地名である。その為、椎名町線と名乗ってはいるが、西武池袋線の椎名町駅には乗り入れを行っていない。
2011年11月15日、新宿西口停留所が「新宿駅西口」に改称された。現在の新宿西口停留所とは異なる場所となる。
2013年2月18日に宿01が新設された。以前運行されていた宿01と設定目的はほぼ同じで、利用が多い新宿駅西口-小滝橋間を補う役割を持つ。平日の朝と深夜のみ運行となり、深夜バスの運行もあった。深夜バスは宿02にも同日より設定されたが、宿02深夜バスは宿01深夜バスの後に運行されていた。なお、深夜バスは2015年3月20日の運行を以って終了したため、宿01は平日朝のみの運行となっている。
2016年1月25日より宿01のうち1便が新宿中央通り上の三菱東京UFJ銀行前(70番のりば)まで延長となった。新設停留所は｢新宿西口｣となっている。

### 茂呂線
- 中10：中野駅 - 中野五丁目 - 新井薬師前駅 - 哲学堂 - 丸山営業所
- 中12：中野駅 - 中野五丁目 - 新井薬師前駅 - 哲学堂 - 江原中野通り - 新江古田駅 - 江古田駅
- 中13：中野駅 → 中野五丁目 → 新井薬師前駅 → 北野神社 → 中野駅（運行休止中）
- 中41：中野駅 - 北野神社 - 新井薬師前駅 - 哲学堂 - 丸山営業所 - 江古田区民活動センター - 新江古田駅 - 江古田駅
- 中41深夜：中野駅 → 北野神社 → 新井薬師前駅 → 哲学堂 → 丸山営業所 → 江古田区民活動センター → 新江古田駅 → 江古田駅（深夜バス）
- 中43深夜：江古田駅 → 豊玉北 → 新江古田駅 → 江古田区民活動センター → 丸山営業所 → 下田橋 → 北野神社 → 中野駅（深夜バス・新井薬師前駅非経由）（運行休止中）
- 中45深夜：中野駅 → 北野神社 → 新井薬師前駅 → 哲学堂 → 丸山営業所（深夜バス）
- （入庫）：江古田駅 → 豊玉北 → 新江古田駅 → 江古田区民活動センター → 丸山営業所
- （出入庫）：丸山営業所 - 江古田区民活動センター - 新江古田駅 - 江古田駅

中野駅と江古田駅を結ぶ路線で、丸山営業所経由と江原中野通り経由がある。西武新宿線の踏切と新井交差点の渋滞に阻まれるため、路線の中野側では通勤時間帯を中心に定時運行が困難である。線名の「茂呂」とは板橋区小茂根の旧町名で、1950年7月1日に開通した当初の運行区間が中野駅 - 茂呂郵便局前であったことに由来する。西武池袋線以北に達する路線は池袋線（後述）に次いで2線目で、開通によってエリアを板橋区の南部まで一気に拡大し、当時は江古田駅東側の踏切を渡って小竹町を経由する経路で運行していた。
1960年に江古田駅以北が道路状況の良い環七経由に変更され、同時に城北高校に達していたが、長らく中野駅 - 丸山営業所 - 茂呂郵便局（現・小茂根）を軸に運行されてきた。経路を大幅に変えてまで江古田駅 - 小茂根の短区間を維持したのは、かつて練馬区と板橋区の境界に位置する小竹・小茂根・羽沢地区に鉄道がなく、1983年に営団地下鉄（現・東京地下鉄）有楽町線と西武有楽町線が開業して、小竹向原駅・新桜台駅が開設されるまで、最寄りであった江古田駅に接続するバス路線の利用頻度が高かったためである。
しかし、有楽町線開業後は乗客が鉄道へ流れてバスの利用者が減っていき、次第に小茂根行きは減便されて1997年9月15日に廃止された。その後は中77系統の代替として設定された江古田駅までの系統だけが残り、「茂呂」は路線名のみが残ることとなった。中40のみが停車していた停留所（武蔵大学・豊玉北・北新井公園）は、中41の深夜バスを迂回運行させることで存続させている。中10は中12の出入庫路線で、以前は入出庫で日中も含めて多数運転されていたが、現在は中20を多く運転し、中野方向が朝1便、営業所方向が夜1便のみ運行される。
2010年11月16日、中41の深夜バスのうち、中野方向を新井薬師駅を経由しない中43へ変更し、丸山営業所止まりの深夜バス（中45）を新設した。
2011年9月16日、新井薬師前停留所が「新井薬師梅照院前」に、新井薬師駅停留所が「新井薬師前駅」に、新井薬師駅北口降車場停留所が「新井薬師前駅北口降車場」に、江古田地域センター停留所が「江古田区民活動センター」に改称された。
2015年10月16日、中野駅と新井薬師前駅間の折り返し系統である中13が新設された。平日朝のみの運行で、中野駅 → 新井薬師前駅間は中12の経路、新井薬師前駅 → 中野駅間は中41の経路で運行し、循環系統扱いとなる。中野駅では2番のりばからの発車である。
2020年3月16日のダイヤ改正で、中13系統（中野駅 → 中野五丁目 → 新井薬師前駅 → 北野神社 → 中野駅）は運行休止となった。
2020年9月16日のダイヤ改正より豊玉北経由の入庫便が通常便で設定された。

### 練馬線

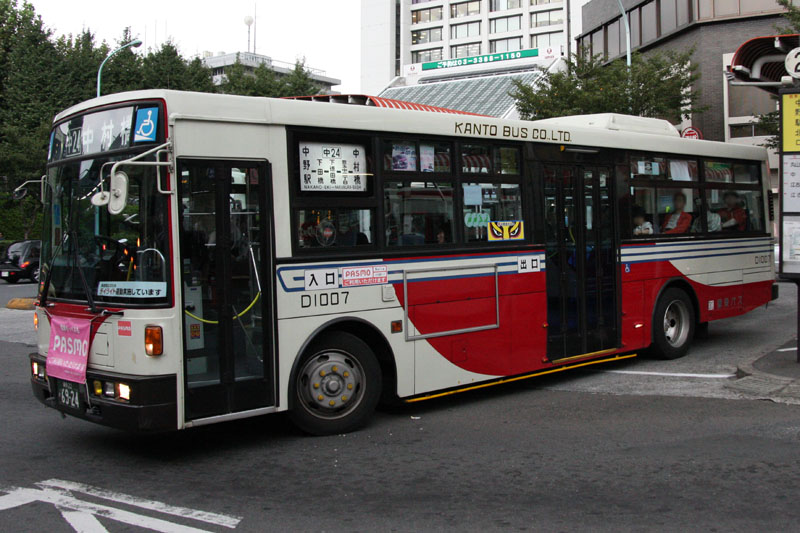
中野駅を発車する中24(D1007)

- 中20：中野駅 - 北野神社 - 下田橋 - 丸山営業所
- 中24：中村橋駅 → 南蔵院 → 豊玉中二丁目 → 総合東京病院（下徳田橋） → 蓮華寺下 → 下田橋 → 北野神社 → 中野駅（平日早朝2便のみ）
- 中24：丸山営業所 → 蓮華寺下 → 総合東京病院（下徳田橋） → 豊玉中二丁目 → 南蔵院 → 中村橋駅（出庫・平日早朝1便のみ）
- 中24-2：丸山営業所 → 蓮華寺下 → 総合東京病院（下徳田橋） → 中新井橋 → 学田橋 → 中村南二丁目 → 中村南三丁目 → 中村橋駅（出庫・平日早朝1便のみ）
- 中25-1：丸山営業所 - 蓮華寺下 - 総合東京病院（下徳田橋） - 中新井橋 - 学田橋 - 中村南スポーツ交流センター - 南蔵院 - 豊玉こうしん通り - 練馬駅
- 中27：中野駅 - 北野神社 - 下田橋 - 蓮華寺下 - 総合東京病院 - 江古田の森
- 中28：中野駅 - 北野神社 - 下田橋 - 蓮華寺下 - 総合東京病院 - 江古田の森 - 新江古田駅 - 江古田駅（運行休止中）
- 練21：練馬駅 → 豊玉こうしん通り → 学田橋 → 中村南スポーツ交流センター → 南蔵院 → 豊玉小学校 → 練馬駅（日中のみ運行）
- （出庫）：丸山営業所 → 江古田区民活動センター → 江古田の森
- （出庫）：丸山営業所 → 蓮華寺下 → 総合東京病院（下徳田橋） → 下新街 → 練馬駅
- （入庫）：練馬駅 → 豊玉こうしん通り→ 中新井橋 → 総合東京病院（下徳田橋）→ 蓮華寺下 → 丸山営業所
- （出入庫）：丸山営業所 - 蓮華寺下 - 総合東京病院 - 江古田の森

中野駅から中野通りを北上し、江古田の森（国立療養所中野病院跡地）や西武池袋線の各駅（練馬駅・江古田駅・中村橋駅）へ向かう。中野駅から新青梅街道へ北上する路線としては比較的新しい路線で、1950年代後半頃に開通しているが、当初は現行の中野通りが未開通だったため新井薬師駅を経由していた。2007年4月1日に江古田の森が開業したのに合わせ、中23（中野駅 - 下徳田橋）の代替として中27が新設された。その後、2012年5月16日に総合東京病院・江古田の森への江古田駅からのアクセス改善の為中28が新設された。中28は当初平日運行だったが、同年10月1日（実際は10月6日）より土曜・日祭日の運行も開始した。
しかし、実際は江古田の森～江古田駅までの利用率が著しく悪い為か、2018年4月9日のダイヤ改正で中28の平日ダイヤは朝8時台、9時台の計4本、土休日ダイヤでは10時台から18時台のみの運行と大幅に削減され、それ以外は中27に変更された。また、中25もこのダイヤ改正で減便され、中27の本数が大幅に増加した。
そのため、中27と中28は平日と土休日で運行内容が大幅に異なるというダイヤになりさらに2019年4月16日のダイヤ改正で中28の土休日の運行が廃止された。
2020年3月16日のダイヤ改正で、中28系統（中野駅 - 北野神社 - 下田橋 - 蓮華寺下 - 総合東京病院 - 江古田の森 - 新江古田駅 - 江古田駅)は運行休止となった。
2013年9月20日のダイヤ改正で、中24が中野駅方向・平日2便まで減便、中野駅からの中村橋駅行きは全て廃止され、丸山営業所からの出庫便のみが中村橋駅へ向かうこととなった。この際に従来から運行されている中24-2の他に、中24（中村橋駅行き）の補完として南蔵院経由の出庫便が新設された。練馬区議会議員の陳情によって中25が新設、同時に運行路線名も中村橋線から「練馬線」へ変更された。新設された中25は中野 - 練馬の乗り通しではかなりの遠回りとなるが、京王バスの中92系統が練馬方向のみ停車の「新井小学校」「大下橋」「下田橋」「哲学堂下」の4停留所に練馬駅から行く場合は格段に便利になった。
中25は、高円寺駅発着高10系統と西本村橋（豊玉南住宅） - 練馬駅間で類似したルートを通り、特に豊玉こうしん通り - 練馬駅間で重複する。高10がこうしん通りを直進するのに対し、中25は南蔵院経由の迂回ルートを進む。
しかし、こちらも京王の中92よりも遠回りの状況は変わらず利用客は伸び悩み、結局2020年11月16日のダイヤ改正で廃止された。
上記にも述べたように、練馬線では早朝の出庫、夕方以降・ラッシュ終了後の入庫に運行される出入庫便をいくつか有する。中24-2は、2013年9月まで下徳田橋→中村南三丁目において他社を含め他路線が経由しない独自経路をたどっていたが、同年9月20日に中25が開業したことで初めて他路線との重複が発生した。それでも中村橋駅への出庫は、近隣に並行路線が多いために早朝出庫時の片道1便に抑えられている。江古田の森への出入庫便は通常は総合東京病院経由だが、朝の一部は中41の経路で、江古田区民活動センター停留所先の交差点を左折して江古田の森へ至る。
練馬駅の出入庫は中25があった頃は朝と夜間に1本ずつ運行されていたが練21.22が運行されてからは日中帯2.3時間置きに運行されている。
中20は中野駅発着系統の出入庫系統で、中10・30・45になる便以外は全て当系統で出入庫する。
中野駅では、中25・中28全便と中27の22時以降が1番のりば始発2番のり場経由、中27（22時以前）と中20（池11の入庫以外）が2番のりば始発、中20の池11と宿08の入庫が9番のりば始発となるので、各系統ごとに始発地点が異なる状態になっていたが、2018年4月9日のダイヤ改正で中28の大幅な減便を受け、中20以外は1番乗り場に統一され、2番乗り場は通過となった。
2007年に中村北三丁目停留所が中野駅方向のみの停車となった。2008年には中村三丁目停留所が、移設によって中野駅方向のみの停車となった。また、2011年9月16日には東京病院停留所が「総合東京病院」に、江古田地域センター停留所が「江古田区民活動センター」に、2011年11月15日には中村橋停留所が「中村橋駅」に、八幡前停留所が「中村八幡」に、2013年9月15日には下徳田橋停留所が「総合東京病院（下徳田橋）」に、豊玉南三丁目停留所が「中村南スポーツ交流センター」にそれぞれ改称された。
練21は中25の廃止に伴い新設された。
中25で廃止された南蔵院付近を循環して練馬駅に向かう循環路線になっている。
これに伴い練馬駅への出入庫路線も改編されており、出庫便は2008年9月までの高60の出庫に近いルートに、入庫便は豊玉こうしん通りから直接中新井橋に向かうルートに改められた。2023年3月31日までは練22も運行されていたが、2023年4月1日以降は練21に統合された。これに伴い、中25時代に運行されていた出入庫便の経路で出入庫する路線が復活している。

### 池袋線
- 池11：中野駅 - 中野五丁目 - 新井薬師前駅 - 哲学堂 - 落合南長崎駅 - 南長崎二丁目 - 椎名町駅北口 - 池袋駅西口（国際興業バス池袋営業所と共同運行）
- 中30：丸山営業所 → 哲学堂 → 新井薬師前駅 → 中野五丁目 → 区立体育館 → 中野駅（関東バスのみ）

1949年4月1日に東都乗合自動車との共同運行で開通した。中野駅から新青梅街道方面へ北上する路線としては最古で、中央線と池袋を結ぶバイパス線の役割を担った路線。現在も共同運行は変わらず、概ね半々の割合で運行されている。バス停の管理は南長崎二丁目までは関東バス、目白五丁目からは国際興業がそれぞれ行っている。

中30は中野駅北口再開発工事に伴い2011年9月16日に新設された出庫系統である。入庫便は中20として運行する。中30が新設されると同時に池11は中野駅方向のみ区立体育館経由となった。
2011年9月16日、新井薬師前停留所が「新井薬師梅照院前」、新井薬師駅停留所が「新井薬師前駅」、新井薬師駅北口降車場停留所が「新井薬師前駅北口降車場」に、車庫前停留所が「池袋車庫」に、それぞれ改称された。

### 丸山線
- 高70：高円寺駅 - 大場通 - 野方二丁目 - 八幡前 - 野方駅北口 - 江古田四丁目 - 丸山営業所

2008年9月15日まで管轄していた高60の出入庫系統。高60は1960年代半ばころに京王帝都との共同運行で開通した路線だが、1975年に京王が練馬営業所を廃止して以降は関東が単独運行している。2008年3月16日より、高60は阿佐谷・五日市街道との共同運行となったが、半年後の改正で解消され、五日市街道に完全移管・阿佐谷とともに撤退した。しかし、高70は廃止されずに高円寺線の応援として早朝1往復のみ残存している。
2009年5月1日、高円寺北二丁目停留所が「杉並芸術会館　座・高円寺前」に改称された。2011年9月16日、丸山小学校停留所が「緑野小学校」に改称された。2011年11月15日、野方駅南口停留所が「野方駅入口」に改称された。

### 百人町線
- 百01：高田馬場駅 - 百人町四丁目 - 東京山手メディカルセンター - 小滝橋 - 東中野駅西口

新宿区内で、既存のバス路線が無い地域に住む交通制約者をカバーすべく、検討した「地域密着型バス」のモデルケース7種類のうちの1つ。この百人町線が唯一採算が取れると判断され、ケイビーバスに要請して2002年3月2日に運行が始まった。しかし実際には開業当初より赤字 で、開業時には毎時3本だったが、2005年11月には毎時2本に、さらには2007年9月16日から毎時1本の運行へと減便され、今に至る。
他の路線とは異なり、運賃は210円（IC運賃は206円）均一。東中野駅付近は、
高田馬場駅方面 → 東中野本通り → 東中野駅東口 → 東中野駅大江戸線口 → 東中野駅西口 → 東中野駅入口 → 東中野本通り → 高田馬場駅方面
と循環する経路となっている。この為、東中野駅入口を高田馬場駅方向から利用する場合は東中野駅を超えて乗車することが可能である（ただし最終便のみ、東中野駅西口が終点となる）。
2011年9月16日、東中野地域センター停留所が「東中野区民活動センター」に、東中野一丁目停留所が「東中野駅入口」に改称された。2013年9月15日、戸山団地中央停留所が「百人町四丁目」に改称された。
2014年4月1日、社会保険中央病院停留所が「東京山手メディカルセンター」に改称された。
2015年3月2日、東中野駅西口ロータリー完成に伴い、ロータリー内に「東中野駅西口」停留所を新設、旧来の東中野駅西口停留所は「東中野駅大江戸線口」に改称された。
開業当時は専属の小型ノンステップバスと宿02専属の小型車1台の3台体制を取っていたが経年の為廃車され一時中型車専属になった。
その後、山手線と西武新宿線のガード下を通過する際に車高の関係で日野・ポンチョの導入が見送られていたが通行できる事が分かった為ポンチョが専属になっていたが経年の為置き換えられ再び中型車専属になっている。

### 新宿線

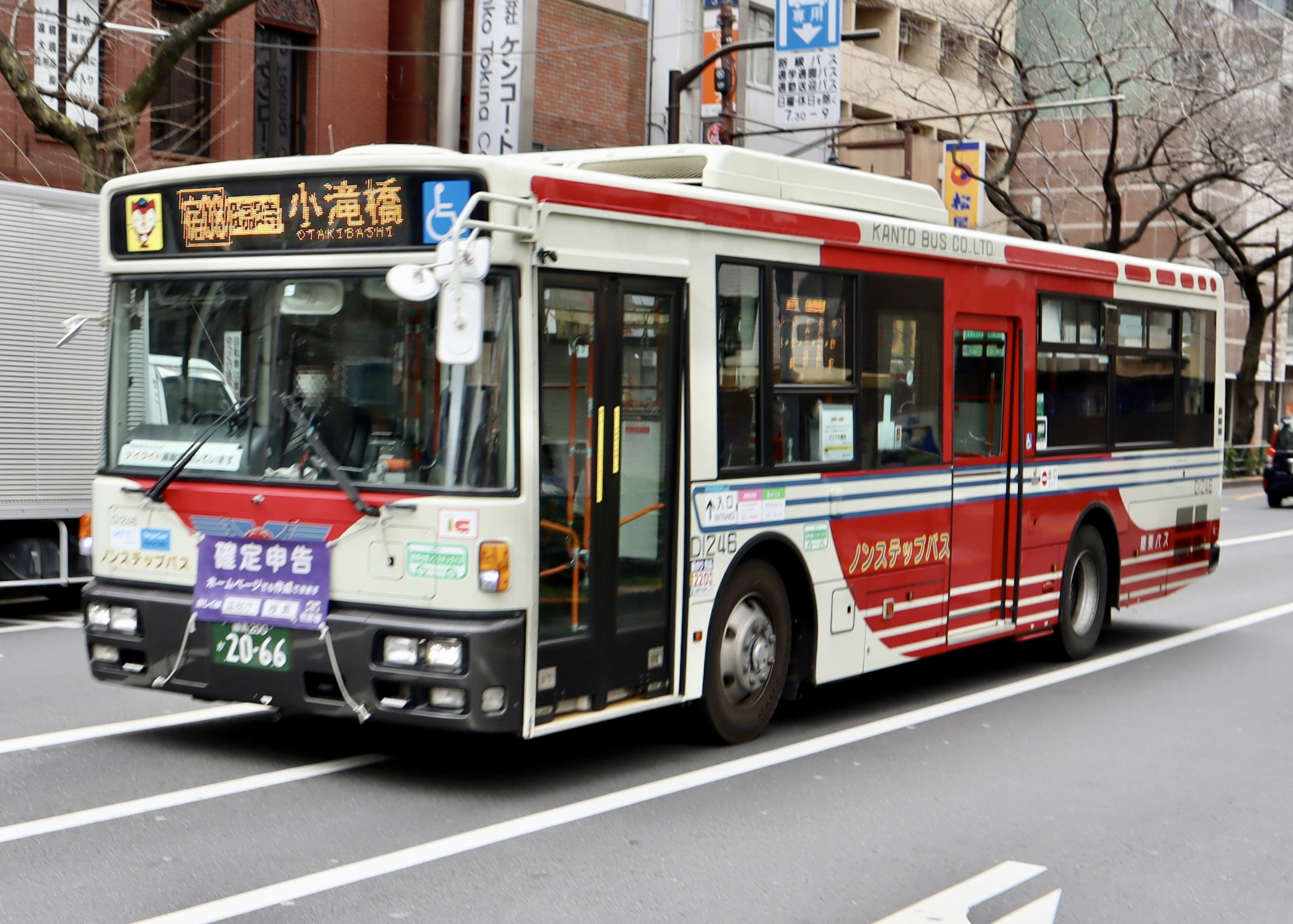
小滝橋行きとなる宿08系統

- 宿08：新宿駅西口 - 大久保駅 - 小滝橋 - 落合駅 - 中野五丁目 - 新井中野通り - 中野駅

2018年11月1日より宿08のみ一部丸山に移管され阿佐谷営業所の共同運行となった。その後2019年9月16日のダイヤ改正にて丸山営業所の単独運行となる。
丸山担当は中野駅への出庫を中30、入庫を中20として池11と同じような形をとっている。宿02で出入庫する運用も存在する。
このため中野駅乗り場が宿08と阿45系統で入れ替わっている。
東京マラソン開催時、宿08は新宿駅西口 - 小滝橋で区間運休し、都営バス小滝橋営業所の敷地を使用して折返し運行する。

### 中野区実証実験
- K05：白鷺せせらぎ公園 - 大和区民活動センター - 高円寺駅北口
- K05：白鷺せせらぎ公園 → 大和区民活動センター → 高円寺駅北口
- K06：高円寺駅北口 → 大和区民活動センター → 鷺ノ宮駅南 → 白鷺せせらぎ公園

2023年9月19日から2024年3月31日までの期間限定で運行される中野区の実証実験路線　乗車定員10名の専用車両を用いて運行される。
前年の実証実験ルートの結果に基づいて一部ルートが変更となったのに伴い、阿佐谷営業所から丸山営業所に移管され、鷺ノ宮駅近辺に向かうK06系統と鷺ノ宮駅近辺に向かわないK05系統が交互に設定される。なお、経路上に工事の予定箇所が存在するため工事期間中はわかさぎ公園発着となる予定
運賃は、大人200円、こども100円の均一料金である。PASMO・Suica、関東バス一日乗車券が利用できるが東京都シルバーパスは利用できない。

### 夜行高速バス
（）内は共同運行会社。
やまと号（奈良交通）
- 新宿京王プラザホテル - バスタ新宿 - 大和高原 - 天理駅 - 近鉄奈良駅
- 新宿京王プラザホテル - バスタ新宿 - 大和高原 - 天理駅 - 桜井駅 - 八木駅 - 高田市駅 - 近鉄御所駅 - 五條バスセンター

新宿から大和高原・天理駅を経由して奈良・高田・五條へ向かう。奈良駅発着便のうち、奈良方面はJR奈良駅経由で近鉄奈良駅行き、新宿方面はJR奈良駅発、近鉄奈良駅経由で新宿へ向かう。
東京ミッドナイトエクスプレス京都号（路線休止中の2022年夏まで京阪バスと共同運行。現在は関東バスの単独運行になったものの引き続き休止中）
- 東京大手町 - 東京丸の内 - バスタ新宿 - 渋谷マークシティ - 山科駅 - 京都駅八条口 - 樟葉駅 - 枚方市駅 - 枚方車庫

ルミナス・マスカット号（小田急ハイウェイバス・両備バス・下津井電鉄）
- バスタ新宿 - 津山 - 岡山駅 -  倉敷駅

新宿・豊橋エクスプレス ほの国号（豊鉄バス）
- 練馬駅北口 - 中野駅 - バスタ新宿 - 豊川 - 豊橋 - 田原

ドリームスリーパー 東京大阪号
- 池袋駅西口 - 新宿駅西口（14番） -《南海なんば高速バスターミナル - 大阪駅（桜橋口）》
  - 《》間は上下線問わず上記の順に停車

2017年1月18日、両備バスと共同運行で開業。バス業界初となる、完全個室型シートを11席備えた新型車両で運行する。通常運賃は大人片道20,000円。2022年4月22より関東バスの単独運行に、大阪側起終点を変更（両備バス門真車庫を廃止）。
エクスプレス鳥海号（羽後交通）
- 東京駅 - 象潟駅前 - 金浦 - 西目 - 本荘営業所

2019年4月1日運行開始。それまで羽後交通が単独運行していた「ドリーム鳥海」に、共同運行として参入。同社が運行する高速バスの中で、初めて東京駅JR高速バスターミナルへ乗り入れた。
レイク&ポート号（羽後交通）
- 新宿駅西口（14番） - 東京駅 - 横手バスターミナル - 大曲バスターミナル - 角館営業所 - 田沢湖駅前

2023年11月24日運行開始。それまで羽後交通が単独運行していた「レイク&ポート号」に、共同運行として参入（週末および年末年始運行）。参入に当たり、新宿駅西口への乗り入れを開始。

### 昼行高速バス
新宿・豊橋エクスプレス ほの国号
- 新宿駅西口（ ← 渋谷マークシティ ）- 豊川駅 - 豊橋駅 - 植田車庫

2023年5月19日、関東バスの単独運行路線として運行開始。全便ダブルデッカーでの運行となっている。新宿発は金・土・日曜日のみ、豊橋発は土・日・月曜日のみの運行となっている。従来の夜行便同様、運行支援業務は豊鉄バス豊橋営業所が担当している。
吉祥寺 - 草津温泉線
- 吉祥寺駅北口（6番のりば） - 渋川駅 - 中之条駅入口 - 草津温泉バスターミナル

2023年11月20日運行開始（関越交通と共同運行）。

## 廃止・移管路線

### 一般路線

#### 新東線
- 121：江古田二丁目 - 新井薬師駅 - 東中野駅 - 大久保駅 - 余丁町 - 東京女子医大 - 市ヶ谷自衛隊前 - 市ヶ谷駅 - 九段下 - 淡路町 - 東京駅丸の内北口（都営バス練馬営業所→小滝橋営業所・西武バス練馬営業所と共同運行）

阿佐谷営業所の東京線に続く都営・西武バスとの3社局共同運行第2弾として1950年（昭和25年）に開設された。中村橋線と阿佐谷営業所の伊勢丹線をベースに一部野方線のルートも取り入れて大久保駅まで行き都営エリアに入り込むルートを取った。
1961年（昭和36年）に都営側の担当が練馬から小滝橋に代わる。1969年（昭和44年）2月1日付けで新井薬師駅と江古田二丁目の間が延長されるが、都電第6次撤去と同時の1971年（昭和46年）3月17日限りで関東バスと西武が撤退して都営単独の24系統（東京駅 - 大久保駅）に変更となった。都営単独となった後も区間の変更を繰り返し、現在の高71系統（高田馬場駅 - 九段下）となる。

#### 椎名町線
- 宿01（初代）：新宿西口 - 大久保駅 - 小滝橋 - 上落合仲通

小滝橋→上落合一丁目→上落合仲通り→小滝橋は循環していて、宿02系統も下り便のみ小滝橋→上落合一丁目→上落合仲通り→下落合駅と運行されて、上りは下落合駅→小滝橋となっており、落合中央公園（←落合処理場前）の停留所は、始め宿01の廃止で、下り丸山営業所行きの上落合仲通りを経由しなくなった時に一緒に設置された。
1981年頃に廃止。その後、小滝橋までに短縮されて復活する（前述）。

#### 中村橋線・練馬線
- 中23：中野駅 - 北野神社 - 下田橋 - 蓮華寺下 - 下徳田橋

2007年（平成19年）4月1日の江古田の森開園に合わせ、中27に変更されて廃止。
- 中24：中野駅 → 北野神社 → 下田橋 → 蓮華寺下 → 総合東京病院（下徳田橋） → 豊玉中二丁目 → 南蔵院 → 中村橋駅

2013年9月20日に中野駅方向2便のみの運行まで減便、中野駅からの中村橋駅行きは廃止され、中村橋駅へは丸山営業所からの出庫便のみが運行する。
- 中24ｰ2（入庫）：中村橋 → 中村南三丁目 → 学田橋 → 下徳田橋 → 江古田住宅 → 丸山営業所

中24の出入庫便。2007年4月1日に入庫便が廃止されたが、同経路を走る出庫便は残存している。
- 中25：中野駅 - 北野神社 - 下田橋 - 蓮華寺下 - 総合東京病院（下徳田橋） - 中新井橋 - 学田橋 - 中村南スポーツ交流センター - 南蔵院 - 豊玉こうしん通り - 練馬駅

2013年9月20日に新設されたが、2020年11月15日を以て廃止された。
- 練22：練馬駅 - 豊玉こうしん通り - 豊玉小学校 - 南蔵院 - 中村南スポーツ交流センター - 学田橋 - 中新井橋 - 総合東京病院 - 江古田の森（平日朝・夕方のみ運行)

2020年11月15日に新設されたが、2023年3月31日を以て廃止された。

#### 茂呂線
- 中40：中野駅 - 北野神社 - 新井薬師駅 - 哲学堂 - 丸山営業所 - 江古田駅 - 豊玉北 - 小茂根

1983年（昭和58年）の西武有楽町線開業で乗客が減少し、小茂根折返時にガードマンの誘導で環七通りの交通を停車させて折返していた点が危険とされ、1997年（平成9年）9月15日限りで廃止された。
- 中41：江古田駅 → 豊玉北 → 新江古田駅 → 江古田地域センター → 丸山営業所 → 哲学堂 → 新井薬師駅 → 北野神社 → 中野駅（深夜バス）

2010年11月16日、経路変更により新井薬師駅を経由しない中43となった。
- （130→）中77：江古田駅 - 国立療養所中野病院東口 - 江古田二丁目 - 丸山営業所 - 哲学堂 - 新井薬師駅 - 中野五丁目 - 中野駅 - 中央五丁目 - 東高円寺駅 - 蚕糸試験場 - 堀ノ内二丁目 - 代田橋（都営バス堀ノ内営業所→杉並営業所と共同運行）

東京都交通局（都営バス）と共同運行の130系統として開設され、都電第7次撤去と同時の1972年（昭和47年）11月、交通局の原則に沿って杉並区方面への路線に割り振られた70番台の系統番号を与えられる。交通局第2次再建計画に基づく路線再編成により、1977年（昭和52年）12月16日付けで中野駅を境界に関東バスと都営バスで分割。関東バスは中41として現在まで継続される。都営バスは中野区役所〈中野駅北口） - 新代田駅前（代田操車所）となるが、交通局第3次再建計画に伴う路線再編成により1982年（昭和57年）12月25日限りで廃止された。

#### 高円寺線
- 高60：高円寺駅 - 大場通り - 野方二丁目 - 八幡前 - 野方駅北口 - 中野北郵便局 - 豊玉中二丁目 - 練馬駅

2008年3月16日、阿佐谷営業所と五日市街道営業所の共同管轄としたが、同年9月16日に五日市街道営業所へ完全移管。
- （出庫）：丸山営業所 → 江古田二丁目 → 総合東京病院（下徳田橋） → 下新街 → 練馬駅
- （入庫）：練馬駅 → 桜台駅 → 豊玉北三丁目 → 新江古田駅 → 江古田地域センター → 丸山営業所

2008年（平成20年）9月の高円寺線移管に合わせ、整理される形で廃止。

#### 赤羽線
- 赤31：高円寺駅 - 野方二丁目 - 野方駅北口 - 中野北郵便局 - 豊玉中二丁目 - 羽沢 - 南常盤台 - 大和町 - 東十条四丁目 - 赤羽駅東口（国際興業バス赤羽営業所と共同運行）

1972年（昭和47年）の開設当時に担当。1976年（昭和51年）10月1日付で阿佐谷営業所へ移管された。

#### 野方線
- 中01：野方 - 野方警察 - 中野駅
- 宿05：野方 - 野方警察 - 中野駅 - 東中野二丁目 - 大久保駅 - 新宿西口

1976年（昭和51年）10月1日付で阿佐谷営業所へ移管された。

### 高速路線
- 鬼怒川線：新宿西口 - 鬼怒川温泉駅（東武バス日光と共同運行）

1995年に開業したが利用客が定着せず、1998年3月1日に廃止された。
- 練馬駅・野方駅・中野駅 - 羽田空港線：練馬駅 - 野方駅北口 - 中野駅（サンプラザ前） - 羽田空港（東京空港交通羽田運行事業所、京王電鉄バス→京王バス東・世田谷営業所と共同運行）

2002年（平成14年）3月20日に京王電鉄バス、東京空港交通との3社共同運行で運行を開始した。ケイビーバスには2003年（平成15年）6月18日付で移管され、同時に練馬駅まで延伸されたが、同年10月1日には京王電鉄バス担当便が子会社の京王バス東に移管、さらに2005年（平成17年）6月30日限りで京王が撤退する。ケイビーバスも乗客数不振を理由に2006年7月14日限りで撤退。東京空港交通の単独運行となり現在に至る。中野駅（ガード下）停留所は羽田空港方面の一部便のみが停車した。現在は中野駅（ガード下）停留所には停車しない。
- 東京ミッドナイトエクスプレス宇治号：新宿高速バスターミナル - 渋谷マークシティ - 京都駅 - 宇治駅 - 高槻駅 - 枚方（京阪バス枚方営業所と共同運行）

2008年（平成20年）12月9日付で京都駅経由の東京ミッドナイトエクスプレス京都号へ統合され廃止。東京ミッドナイトエクスプレス京都号は樟葉駅にも停車する経路変更を行った。さらにケイビーバスの事業停止により、2009年11月1日付で関東バス本体へ復帰した。

## 車両

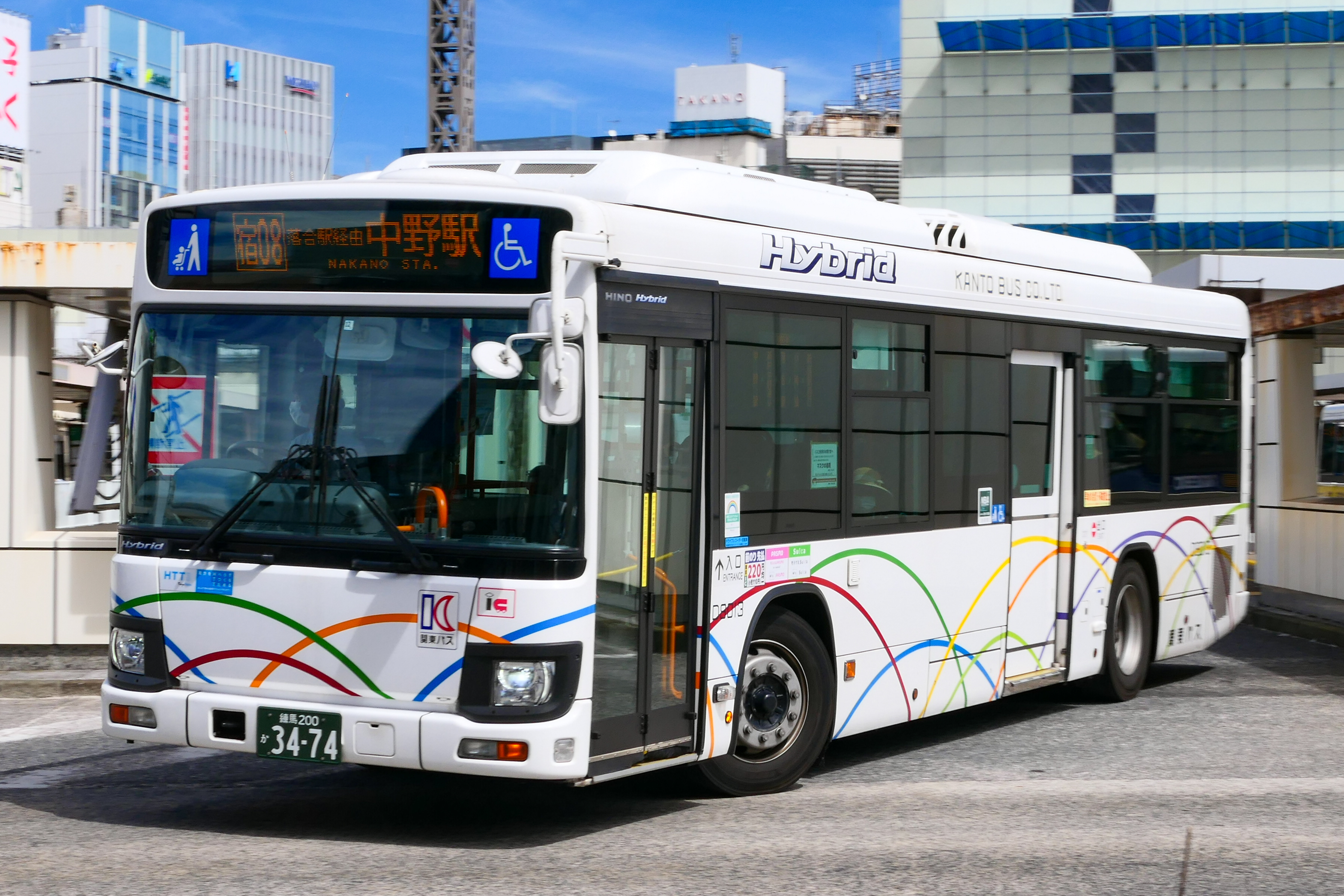
高速バスと同様のカラーを纏うD8013

関東バスの中でも日野自動車製の車両がまとまって配置されているのが特徴。ボンネットB15形，UDの4R93とほぼ共通のRB10を富士重工業のR13の車体の架装の物が導入された。富士重工業のバス車体架装の廃止で、特に日野車体工業製の車体を持つレインボーHRは丸山営業所のみで見られる車種である。また、ISUZUと同形状のブルーリボンIIもまとまった数が所属している。KV290系（7200番台）は、通常だと左側前輪に燃料タンクを配置すべきところが、関東バスは右側前輪に燃料タンクを配置している。かつては日野自動車製で富士重工ボディの3扉、かつハイブリッド車という、全国でも他に例がない仕様を持つHIMRの8000代が2台在籍しており、異彩を放っていた。
2018年になってブルーリボンのハイブリッド車が3台導入された。うちD8013は高速バスと同じカラーで登場したが特に運用の制限は無く大型車担当路線で使用されている。
元ムーバスで使用されていた日野・ポンチョが武蔵野営業所より移籍して、百01,高70,練21.22で使用されていたが経年の為除籍や転属されている。
日産ディーゼル（現・UDトラックス）製の車両は、青梅街道営業所とともに近年では割合が大きく低下している。一時期日産ディーゼルの新車導入がされなかった時期もあったが、2005年から2010年にかけては数台導入された。
百01などで使用されていたポンチョの代替で五日市街道営業所から中型車RM(330番台)が2台移籍している。
三菱ふそう製の車両は中型車で800代の約半数が配置されていたが、経年のため除籍が進み2020年までに全廃された。
エアロミディMKが多いが関東バスで唯一のエアロミディS（D814）も配置されていたが、現在は五日市街道営業所に転属した。関東バス初導入となったMP38系（2400番台）も在籍している。
2019年4月16日のダイヤ改正で宿08系統の丸山営業所担当分が増えた為いすゞエルガミオが阿佐谷営業所より(A→D911号車)1台転入した。
これによって阿佐谷営業所、五日市街道営業所同様国産4メーカーが導入されている。

夜行高速バスを担当するため、スカニア・J-InterCityDD（ダブルデッカー）、三菱ふそう・エアロバスとエアロキング（ダブルデッカー）、日野・セレガ、いすゞ・ガーラの配置がある。